# الین (میشیگان)
الین، میشیگان (به انگلیسی: Allen, Michigan) یک سکونتگاه مسکونی در ایالات متحده آمریکا است که در میشیگان واقع شده‌‌است.

## خصوصیات
الین ۰٫۴۱ کیلومتر مربع مساحت و ۱۹۱ نفر جمعیت دارد و ۳۲۸ متر بالاتر از سطح دریا واقع شده‌است.